# 卢卡·朱斯托利西
卢卡·朱斯托利西（義大利語：Luca Giustolisi，1970年3月13日—2023年9月14日），意大利前男子水球运动员。他曾代表意大利国家队参加1996年夏季奥林匹克运动会水球比赛，结果队伍获得铜牌。